# Psychodomorpha
Psychodomorpha — інфраряд двокрилих комах підряду Довговусі (Nematocera). Інфраряд включає в себе родини Psychodidae , Scatopsidae та кілька дрібних родин. Інколи вважається, що ця група парафілетична. Відомо понад 3000 видів. У викопному стані родина відома з юрського періоду.